# Mistrzostwa Europy w Lekkoatletyce 1962 – bieg na 100 m mężczyzn

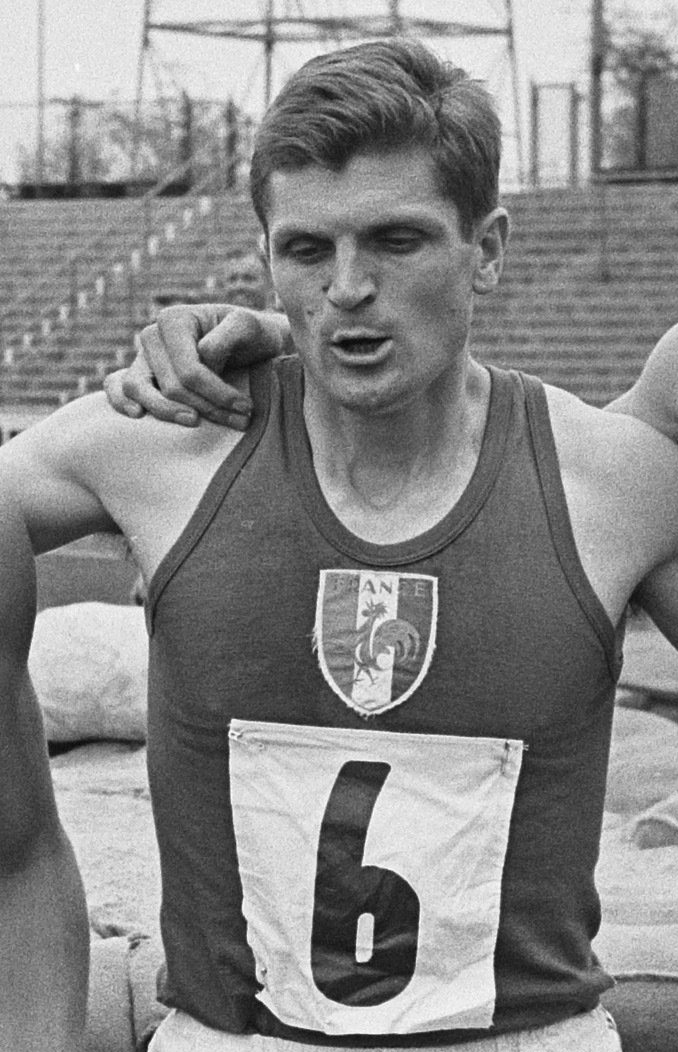
Jocelyn Delecour

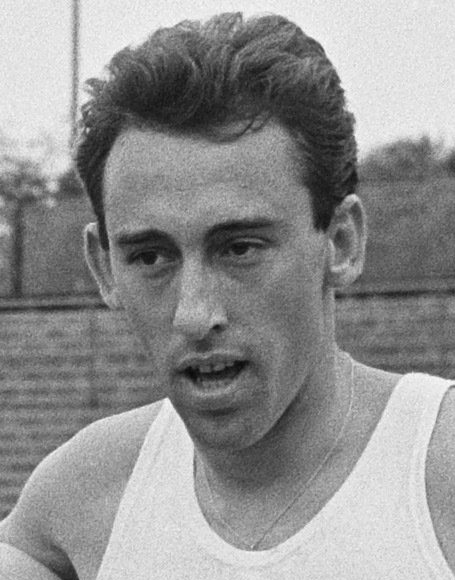
Peter Gamper

Bieg na dystansie 100 metrów mężczyzn był jedną z konkurencji rozgrywanych podczas VII Mistrzostw Europy w Belgradzie. Biegi eliminacyjne i półfinałowe zostały rozegrane 12 września, a bieg finałowy 13 września 1962 roku. Zwycięzcą tej konkurencji został reprezentant Francji Claude Piquemal. W rywalizacji wzięło udział dwudziestu dziewięciu zawodników z czternastu reprezentacji.

## Rekordy
| Rekord świata     | Armin Hary (FRG) | 10,0  | Zurych, Szwajcaria | 21.06.1960 |
| Rekord Europy     | Armin Hary (FRG) | 10,0  | Zurych, Szwajcaria | 21.06.1960 |
| Rekord mistrzostw | Armin Hary (DEU) | 10,35 | Sztokholm, Szwecja | 20.08.1958 |

## Wyniki

### Eliminacje
Bieg 1
| Miejsce | Zawodnik            | Czas | Uwagi |
| ------- | ------------------- | ---- | ----- |
| 1       | Heinz Schumann      | 10,4 | Q     |
| 2       | Nikołaj Politiko    | 10,5 | Q     |
| 3       | Vilém Mandlík       | 10,5 | Q     |
| 4       | Jean-Louis Descloux | 10,5 |       |
| 5       | Gyula Rábai         | 10,6 |       |
| 6       | Eucharist Agreach   | 11,8 |       |

Bieg 2
| Miejsce | Zawodnik      | Czas | Uwagi |
| ------- | ------------- | ---- | ----- |
| 1       | Marian Foik   | 10,3 | Q CR  |
| 2       | Peter Radford | 10,4 | Q     |
| 3       | Guy Lagorce   | 10,6 | Q     |
| 4       | Weselin Wałow | 10,7 |       |

Bieg 3
| Miejsce | Zawodnik        | Czas | Uwagi |
| ------- | --------------- | ---- | ----- |
| 1       | Peter Gamper    | 10,3 | Q CR  |
| 2       | Jerzy Juskowiak | 10,4 | Q     |
| 3       | Amin Tujakow    | 10,5 | Q     |
| 4       | László Mihályfi | 10,6 |       |
| 5       | Sven Hortewall  | 10,6 |       |
| 6       | Ferruh Oygur    | 11,0 |       |

Bieg 4
| Miejsce | Zawodnik          | Czas | Uwagi |
| ------- | ----------------- | ---- | ----- |
| 1       | Alfred Hebauf     | 10,3 | Q CR  |
| 2       | Edwin Ozolin      | 10,5 | Q     |
| 3       | Andrzej Zieliński | 10,6 | Q     |
| 4       | Sven-Åke Lövgren  | 10,7 |       |

Bieg 5
| Miejsce | Zawodnik           | Czas | Uwagi |
| ------- | ------------------ | ---- | ----- |
| 1       | Jocelyn Delecour   | 10,5 | Q     |
| 2       | Michaił Byczwarow  | 10,5 | Q     |
| 3       | Alf Meakin         | 10,6 | Q     |
| 4       | Carl Fredrik Bunæs | 10,7 |       |

Bieg 6
| Miejsce | Zawodnik        | Czas | Uwagi |
| ------- | --------------- | ---- | ----- |
| 1       | Claude Piquemal | 10,5 | Q     |
| 2       | Livio Berruti   | 10,5 | Q     |
| 3       | Berwyn Jones    | 10,5 | Q     |
| 4       | Owe Jonsson     | 10,5 |       |
| 5       | Csaba Csutorás  | 10,6 |       |

### Półfinały
Półfinał 1
| Miejsce | Zawodnik          | Czas | Uwagi |
| ------- | ----------------- | ---- | ----- |
| 1       | Alfred Hebauf     | 10,4 | Q     |
| 2       | Claude Piquemal   | 10,4 | Q     |
| 3       | Livio Berruti     | 10,5 |       |
| 4       | Peter Radford     | 10,5 |       |
| 5       | Michaił Byczwarow | 10,5 |       |
| 6       | Nikołaj Politiko  | 23,4 |       |

Półfinał 2
| Miejsce | Zawodnik          | Czas | Uwagi |
| ------- | ----------------- | ---- | ----- |
| 1       | Peter Gamper      | 10,3 | Q CR  |
| 2       | Marian Foik       | 10,4 | Q     |
| 3       | Guy Lagorce       | 10,5 |       |
| 4       | Andrzej Zieliński | 10,6 |       |
| 5       | Amin Tujakow      | 10,6 |       |
| 6       | Alf Meakin        | 10,7 |       |

Półfinał 3
| Miejsce | Zawodnik         | Czas | Uwagi |
| ------- | ---------------- | ---- | ----- |
| 1       | Jerzy Juskowiak  | 10,4 | Q     |
| 2       | Jocelyn Delecour | 10,4 | Q     |
| 3       | Heinz Schumann   | 10,4 |       |
| 4       | Edwin Ozolin     | 10,5 |       |
| 5       | Berwyn Jones     | 10,5 |       |
| 6       | Vilém Mandlík    | 10,6 |       |

### Finał
| Miejsce | Zawodnik         | Czas |
| ------- | ---------------- | ---- |
| 1       | Claude Piquemal  | 10,4 |
| 2       | Jocelyn Delecour | 10,4 |
| 3       | Peter Gamper     | 10,4 |
| 4       | Alfred Hebauf    | 10,4 |
| 5       | Jerzy Juskowiak  | 10,4 |
| 6       | Marian Foik      | 10,5 |